# Freddie Lewis (basketballer, 1943)
Frederick L. Lewis (Huntington, 1 juli 1943) is een Amerikaans voormalig basketballer en basketbalcoach.

## Carrière
Lewis speelde collegebasketbal voor Eastern Arizona College en Arizona State Sun Devils. In 1966 werd hij als 88e gekozen in de NBA draft door de Cincinnati Royals en speelde een seizoen bij hen. Hij werd door de San Diego Rocktes gekozen in de NBA expansion draft 1967 maar besloot te tekenen bij de Indiana Pacers uit de ABA. Lewis speelde zeven seizoenen voor de Pacers en werd driemaal kampioen met hen en werd in 1972 verkozen tot ABA Playoffs MVP.
In juli 1974 werd hij samen met Mel Daniels geruild naar de Memphis Sounds voor een geldsom en Charles Edge. In oktober 1974 werd hij opnieuw geruild ditmaal naar de Spirits of St. Louis in ruil voor Tom Owens. In 1976 tekende hij als vrije speler opnieuw bij de Indiana Pacers. In 1978 speelde hij nog voor de Indiana Wizards uit de All-American Basketball Alliance waar hij ook coach van was.
In februari 1979 nam hij over van Chick Craig als coach van de Mohawk Valley Thunderbirds uit de CBA en speelde er ook een aantal wedstrijden. In januari 2002 werd hij coach van de Indiana Legends als opvolger van de vertrokken Billy Keller, Lewis was er sinds de start van de club algemeen manager.

## Erelijst
- ABA-kampioen: 1970, 1972, 1973
- ABA Playoffs MVP: 1972
- ABA All-Star: 1968, 1972, 1975
- ABA All-Star Game MVP: 1975
- ABA All-Time Team

## Carrière

### Regulier seizoen
| Seizoen  | Team                 | WG  | WS | MPW  | 2P%  | 3P%  | FW%  | RPW | APW | SPW | BPW | PPW  |
| -------- | -------------------- | --- | -- | ---- | ---- | ---- | ---- | --- | --- | --- | --- | ---- |
| 1966/67  | Cincinnati Royals    | 32  | –  | 10,4 | 39,2 | –    | 70,7 | 1,4 | 1,3 | –   | –   | 4,7  |
| 1967/68  | Indiana Pacers       | 76  | –  | 38,4 | 43,4 | 21,6 | 79,8 | 5,8 | 2,4 | –   | –   | 20,6 |
| 1968/69  | Indiana Pacers       | 78  | –  | 39,2 | 45,2 | 26,5 | 82,2 | 4,8 | 4,4 | –   | –   | 20,3 |
| 1969/70  | Indiana Pacers       | 81  | –  | 35,5 | 45,2 | 26,6 | 79,0 | 3,4 | 3,6 | –   | –   | 16,4 |
| 1970/71  | Indiana Pacers       | 81  | –  | 37,5 | 46,6 | 30,4 | 80,7 | 4,1 | 5,3 | –   | –   | 18,8 |
| 1971/72  | Indiana Pacers       | 77  | –  | 35,2 | 44,2 | 31,0 | 86,1 | 4,2 | 4,7 | –   | –   | 15,4 |
| 1972/73  | Indiana Pacers       | 72  | –  | 30,8 | 44,9 | 34,5 | 82,2 | 3,2 | 4,0 | –   | –   | 14,9 |
| 1973/74  | Indiana Pacers       | 78  | –  | 27,7 | 42,2 | 18,1 | 83,1 | 2,6 | 4,1 | 1,3 | 0,1 | 9,9  |
| 1974/75  | Memphis Sounds       | 6   | –  | 37,8 | 41,9 | 16,7 | 93,8 | 3,3 | 3,2 | 1,7 | 0,0 | 17,7 |
| 1974/75  | Spirits of St. Louis | 63  | –  | 40,7 | 48,8 | 27,9 | 84,0 | 3,9 | 5,5 | 2,2 | 0,0 | 22,6 |
| 1975/76  | Spirits of St. Louis | 74  | –  | 30,6 | 43,9 | 29,2 | 81,7 | 2,9 | 4,0 | 1,5 | 0,1 | 14,8 |
| 1976/77  | Indiana Pacers       | 32  | –  | 17,3 | 40,7 | –    | 80,5 | 1,5 | 1,8 | 0,6 | 0,1 | 7,0  |
| Carrière | Carrière             | 750 | –  | 33,2 | 44,8 | –    | 81,7 | 3,7 | 4,0 | 1,5 | 0,1 | 16,0 |

### Play-offs
| Seizoen  | Team                 | WG  | WS | MPW  | 2P%  | 3P%  | FW%  | RPW | APW | SPW | BPW | PPW  |
| -------- | -------------------- | --- | -- | ---- | ---- | ---- | ---- | --- | --- | --- | --- | ---- |
| 1966/67  | Cincinnati Royals    | 3   | –  | 3,0  | 44,4 | –    | –    | 1,3 | 0,0 | –   | –   | 2,7  |
| 1967/68  | Indiana Pacers       | 3   | –  | 38,7 | 52,5 | 0,0  | 96,6 | 6,3 | 2,3 | –   | –   | 23,3 |
| 1968/69  | Indiana Pacers       | 17  | –  | 42,8 | 44,8 | 29,4 | 87,2 | 4,1 | 4,6 | –   | –   | 24,1 |
| 1969/70  | Indiana Pacers       | 14  | –  | 38,0 | 38,3 | 35,7 | 83,6 | 4,1 | 3,9 | –   | –   | 20,4 |
| 1970/71  | Indiana Pacers       | 11  | –  | 34,9 | 42,9 | 13,0 | 75,7 | 4,4 | 4,7 | –   | –   | 9,9  |
| 1971/72  | Indiana Pacers       | 20  | –  | 40,3 | 46,9 | 20,6 | 85,2 | 4,1 | 4,4 | –   | –   | 19,2 |
| 1972/73  | Indiana Pacers       | 18  | –  | 35,4 | 41,2 | 22,2 | 86,3 | 3,7 | 5,1 | –   | –   | 15,5 |
| 1973/74  | Indiana Pacers       | 14  | –  | 39,1 | 45,4 | 31,6 | 86,6 | 3,6 | 4,4 | 1,7 | 0,1 | 17,4 |
| 1974/75  | Spirits of St. Louis | 9   | –  | 44,8 | 50,0 | 33,3 | 82,2 | 5,1 | 2,9 | 1,8 | 0,1 | 26,2 |
| Carrière | Carrière             | 109 | –  | 38,2 | 44,5 | –    | 85,2 | 4,0 | 4,2 | 1,7 | 0,1 | 18,6 |

11 Keller · 
12 Barnhill · 
14 Lewis · 
24 Netolicky · 
32 Miller · 
33 Darden · 
34 Daniels · 
35 Brown · 
43 Becker · 
44 Thacker · 
Coach Leonard
10 Mount · 
11 Keller · 
14 Lewis · 
15 Barnhill · 
20 Hillman · 
24 Netolicky · 
30 McGinnis · 
34 Daniels · 
35 Brown · 
Coach Leonard
10 Buse · 
11 Keller · 
13 Freeman · 
14 Lewis · 
20 Hillman · 
22 Arnzen · 
23 Johnson · 
24 Newton · 
30 McGinnis · 
34 Daniels · 
35 Brown · 
Coach Leonard